# Метсон Лоусон
Метсон Лоусон (англ. Matson Lawson, 6 травня 1992) — австралійський плавець.
Учасник Олімпійських Ігор 2012 року.
Призер Ігор Співдружності 2014 року.